# Гірськолижний спорт на зимових Олімпійських іграх 2002
Змагання з гірськолижного спорту на зимових Олімпійських іграх 2002 в Солт-Лейк-Сіті проходили з 10 по 23 лютого. Змагання з швидкісного спуску, супергіганту та гірськолижної комбінації проходили в Сноубейсіні, з гігантського слалому в Парк-Сіті, а зі слалому — в Дір-Веллі.  У рамках змагань було розіграно 10 комплектів нагород
.

## Підсумки

### Таблиця медалей
| Місце | Країна          | Золото | Срібло | Бронза | Загалом |
| ----- | --------------- | ------ | ------ | ------ | ------- |
| 1     | Хорватія (CRO)  | 3      | 1      | 0      | 4       |
| 2     | Австрія (AUT)   | 2      | 2      | 5      | 9       |
| 3     | Франція (FRA)   | 2      | 2      | 0      | 4       |
| 4     | Норвегія (NOR)  | 2      | 1      | 1      | 4       |
| 5     | Італія (ITA)    | 1      | 1      | 1      | 3       |
| 6     | США (USA)       | 0      | 2      | 0      | 2       |
| 7     | Швеція (SWE)    | 0      | 1      | 1      | 2       |
| 8     | Німеччина (GER) | 0      | 0      | 1      | 1       |
| 8     | Швейцарія (SUI) | 0      | 0      | 1      | 1       |

### Чемпіони та медалісти
| Дисципліна                   | Золото                        | Срібло                      | Бронза                      |
| Чоловіки: швидкісний спуск   | Фріц Штробль · Австрія        | Лассе К'юс · Норвегія       | Стефан Ебергартер · Австрія |
| Чоловіки: супергігант        | Четиль Андре Омодт · Норвегія | Стефан Ебергартер · Австрія | Андреас Шіфферер · Австрія  |
| Чоловіки: гігантський слалом | Стефан Ебергартер · Австрія   | Боде Міллер · США           | Лассе К'юс · Норвегія       |
| Чоловіки: слалом             | Жан-П'єр Відаль · Франція     | Себастьян Ам'є · Франція    | Беньямін Райх · Австрія     |
| Чоловіки: комбінація         | Четиль Андре Омодт · Норвегія | Боде Міллер · США           | Беньямін Райх · Австрія     |
| Жінки: швидкісний спуск      | Кароль Монтійє · Франція      | Ізольде Костнер · Італія    | Рената Гечль · Австрія      |
| Жінки: супергігант           | Даніела Чеккареллі · Італія   | Яниця Костелич · Хорватія   | Карен Путцер · Італія       |
| Жінки: гігантський слалом    | Яниця Костелич · Хорватія     | Аня Персон · Швеція         | Соня Неф · Швейцарія        |
| Жінки: слалом                | Яниця Костелич · Хорватія     | Лор Пекеньо · Франція       | Аня Персон · Швеція         |
| Жінки: комбінація            | Яниця Костелич · Хорватія     | Рената Гечль · Австрія      | Мартіна Ертль · Німеччина   |